# Ledianaja
Ledianaja (ros. Ледяная) - najwyższy szczyt Gór Koriackich w Rosji; wysokość 2562 m n.p.m.
Leży w centralnej części Gór Koriackich, w Kraju Kamczackim; współrzędne geograficzne 62°04′N 171°22′E/62,066667 171,366667; wierzchołek skalisty, przykryty czapą lodowca.